# Vendrennes
Vendrennes là một xã ở tỉnh Vendée trong vùng Pays de la Loire, Pháp. Xã này có diện tích 16,92 kilômét vuông, dân số năm 2006 là 1327 người. Xã này nằm ở khu vực có độ cao trung bình 90 mét trên mực nước biển.

## Biến động dân số
| 1962                                        | 1968 | 1975 | 1982 | 1990 | 1999  | 2006  |
| ------------------------------------------- | ---- | ---- | ---- | ---- | ----- | ----- |
| 754                                         | 785  | 808  | 862  | 989  | 1 071 | 1 327 |
| Số liệu từ năm1962: Dân số không tính trùng |      |      |      |      |       |       |